# Чавровская
Чавровская — деревня в Верховажском районе Вологодской области.
Входит в состав Шелотского сельского поселения, с точки зрения административно-территориального деления — в Шелотский сельсовет.
Расстояние по автодороге до районного центра Верховажья — 69,9 км, до центра муниципального образования Шелоты — 0,4 км. Ближайшие населённые пункты — Афонинская, Макаровская, Фофановская, Шелота, Степаново, Якунинская, Горка-Назаровская, Гарманово, Доронинская, Татаринская, Денисовская.
По переписи 2002 года население — 17 человек.